# Tour du Limousin 1982
La 15e édition du Tour du Limousin s'est déroulée du 19 au 22 août 1982, et a vu s'imposer le Français Éric Salomon.

## Classements des étapes
| Étape     | Date    | Villes étapes          | Vainqueur d'étape   | Equipe  | Leader du classement général | Équipe  |
| 1re étape | 19 août | Limoges - Bourganeuf   | Philippe Leleu      | Wolber  | Philippe Leleu               | Wolber  |
| 2e étape  | 20 août | Bourganeuf - Tulle     | Jean-François Rault | Wolber  | Éric Salomon                 | Renault |
| 3e étape  | 21 août | Tulle - Saint-Junien   | Hubert Linard       | Peugeot | Éric Salomon                 | Renault |
| 4e étape  | 22 août | Saint-Junien - Limoges | Vincent Barteau     | Renault | Éric Salomon                 | Renault |

## Classement final
| 1.  | Éric Salomon          | Renault          |
| 2.  | Marc Madiot           | Renault          |
| 3.  | Pascal Simon          | Peugeot          |
| 4.  | Dominique Garde       | Sem France Loire |
| 5.  | Jean-François Chaurin | Sem France Loire |
| 6.  | Pierre Bazzo          | La Redoute       |
| 7.  | Bernard Vallet        | La Redoute       |
| 8.  | Francis Castaing      | Peugeot          |
| 9.  | Hubert Mathis         | Mercier Coop     |
| 10. | Jean Chassang         | Wolber           |